# ウンターシュナイトハイム
ウンターシュナイトハイム (ドイツ語: Unterschneidheim) は、ドイツ連邦共和国バーデン＝ヴュルテンベルク州シュトゥットガルト行政管区のオストアルプ郡に属す町村（以下、本項では便宜上「町」と記述する）である。

## 地理

### 位置
ウンターシュナイトハイムは、シュナイトハイマー・ゼクタ川の谷、エルヴァンゲンの東約 20 km のネルトリンガー・リースの周縁部に位置する。この町は、バイエルン州との州境に面している。
シュナイトハイマー・ゼクタ川はドナウ川に注ぐ。一方、ウンターシュナイトハイムの反対側の町境近くに位置するヴァルクスハイム地区はヤクスト川の公式な水源地であるが、ヤクスト川はネッカー川を経てライン川に注いでいる。すなわち、ヨーロッパの主要な分水帯がウンターシュナイトハイムを通っている。

### 隣接する市町村
この町は、北はタンハウゼン、東はバイエルン州のフレムディンゲンとマルクトオフィンゲン、南はキルヒハイム・アム・リースおよびボプフィンゲン、南西はヴェストハウゼン、西はエルヴァンゲンと境を接している。

### 自治体の構成
自治体としてのウンターシュナイトハイムは、かつて独立した町村であったガイスリンゲン、ノルトハウゼン、ウンターヴィルフリンゲン、ヴァルクスハイム、ツィップリンゲン、ツェービンゲンと、これに属す17の村落、小集落、住宅地を含む。

### 土地利用
| 土地利用種別面積 | 農業用地 | 森林   | 住宅地 | 産業用地 | 交通用地 | 水域  | レジャー用地 | その他 |
| ---------------- | -------- | ------ | ------ | -------- | -------- | ----- | ------------ | ------ |
| 面積 (km2)       | 47.12    | 14.07  | 1.12   | 0.24     | 3.19     | 0.47  | 0.29         | 1.57   |
| 占有率           | 69.2 %   | 20.7 % | 1.6 %  | 0.3 %    | 4.7 %    | 0.7 % | 0.4 %        | 2.3 %  |

州統計局の2015年現在のデータによる。

## 歴史

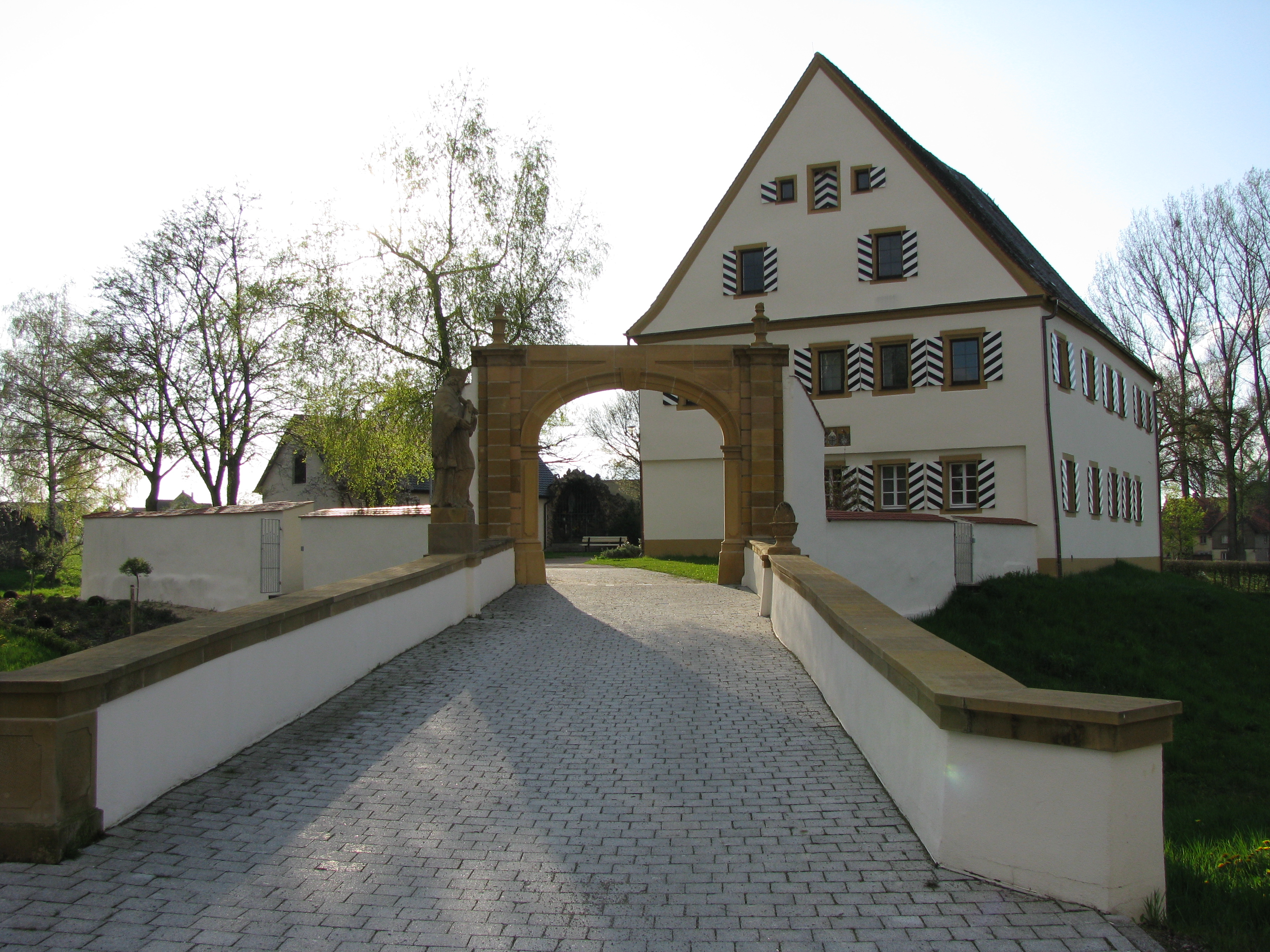
かつてのドイツ騎士団の城館

ウンターシュナイトハイムは、800年頃に作成が始められたフルダ修道院の財産目録である Traditiones Fuldenses に初めて現れる。中世にはドイツ騎士団の代官所があった。この集落は後の時代まで、一部はドイツ騎士団やエッティンゲン＝ヴァラーシュタイン家の支配下にあった。何世紀もの間には数多くの他の領主がウンターシュナイトハイムに所領を有した。世俗化と陪臣化によってウンターシュナイトハイムは19世紀の初めにまずバイエルン王国領となったが、1810年に領土交換によってヴュルテンベルク王国領となった。この年のウンターシュナイトハイムの人口は 735人、オーバーシュナイトハイムは 301人であった。ウンターシュナイトハイムは、オーバーアムト・エルヴァンゲンに属し、1938年にその大部分がアーレン郡に編入された。1973年の郡の再編により、この町は新たに成立したオストアルプ郡に含まれた。

### 町村合併
1974年1月1日にそれまで独立した町村であったガイスリンゲン、ノルトハウゼン、ウンターヴィルフリンゲン、ヴァルクスハイムが、1975年1月1日にツェービンゲンがウンターシュナイトハイムに合併した。現在のこの町は、1975年1月1日にウンターシュナイトハイムとツィップリンゲンが合併して成立した。

## 住民

### 宗教
ウンターシュナイトハイム、ノルトハウゼン、ガイスリンゲン、ウンターヴィルフリンゲン、ツェービンゲン、ツィップリンゲン、ゼヒテンハウゼン、ヴェッシンゲンにはそれぞれローマ＝カトリックの教会がある。ヴァルクスハイムには福音主義教会がある。

## 行政

### 行政連合
この町は、タンハウゼンに本部を置くタンハウゼン自治体行政連合に加盟している。

### 議会
ウンターシュナイトハイムの議会は、17議席で構成されている。

### 首長
ニコラウス・エーバートは、2017年4月2日の町長選挙で、対立候補がなく、96.3 % の支持票を得て再選された。この選挙の投票率は 51.9 % であった。

### 姉妹自治体
- ヴォルヴィック（フランス、ピュイ＝ド＝ドーム県）1988年[8]
- クルムヘルマースドルフ（ドイツ、ザクセン州）1989年[9]

## 文化と見所

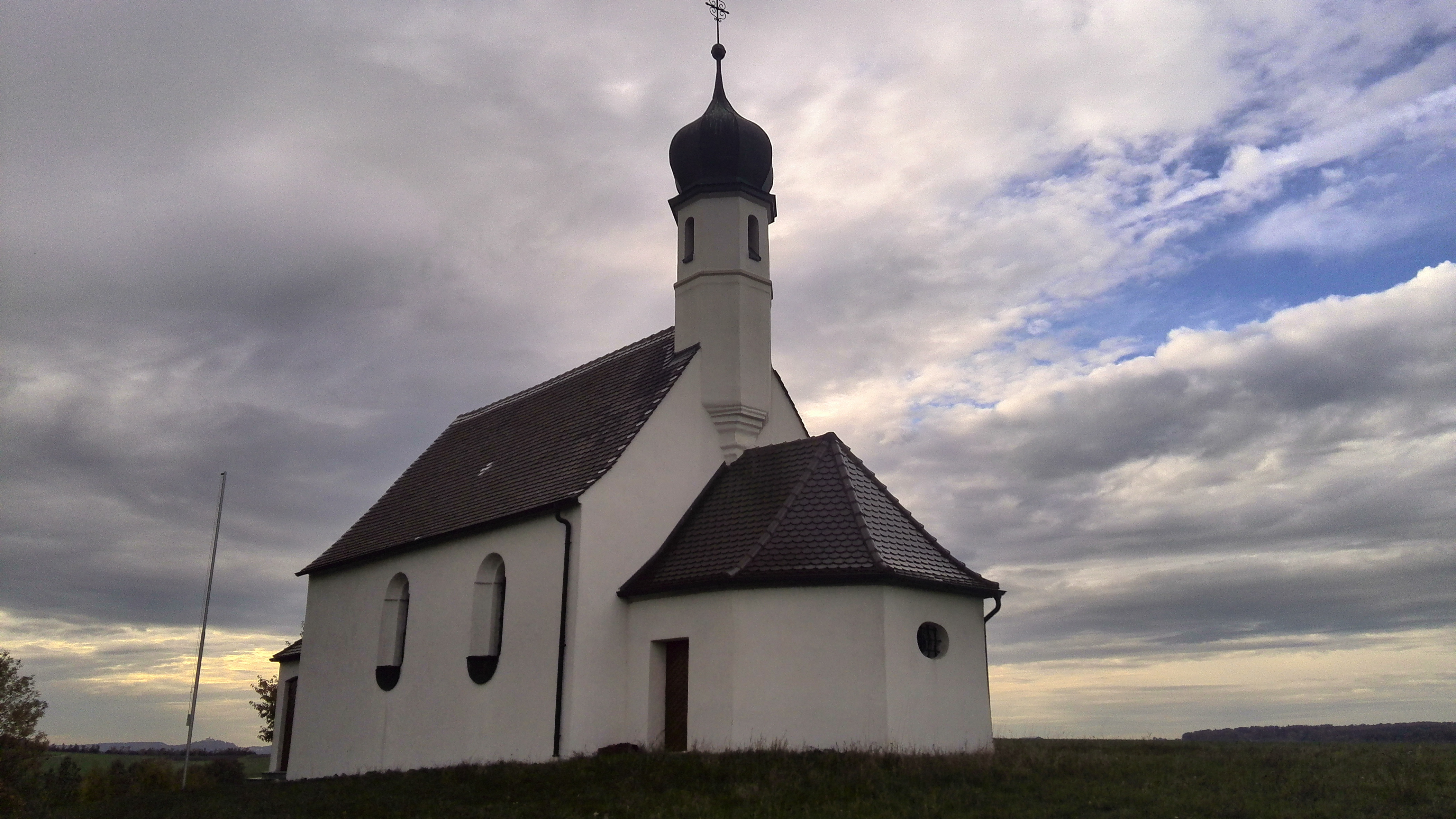
ウンターヴィルフリンゲンのマリア＝ヒルフ礼拝堂

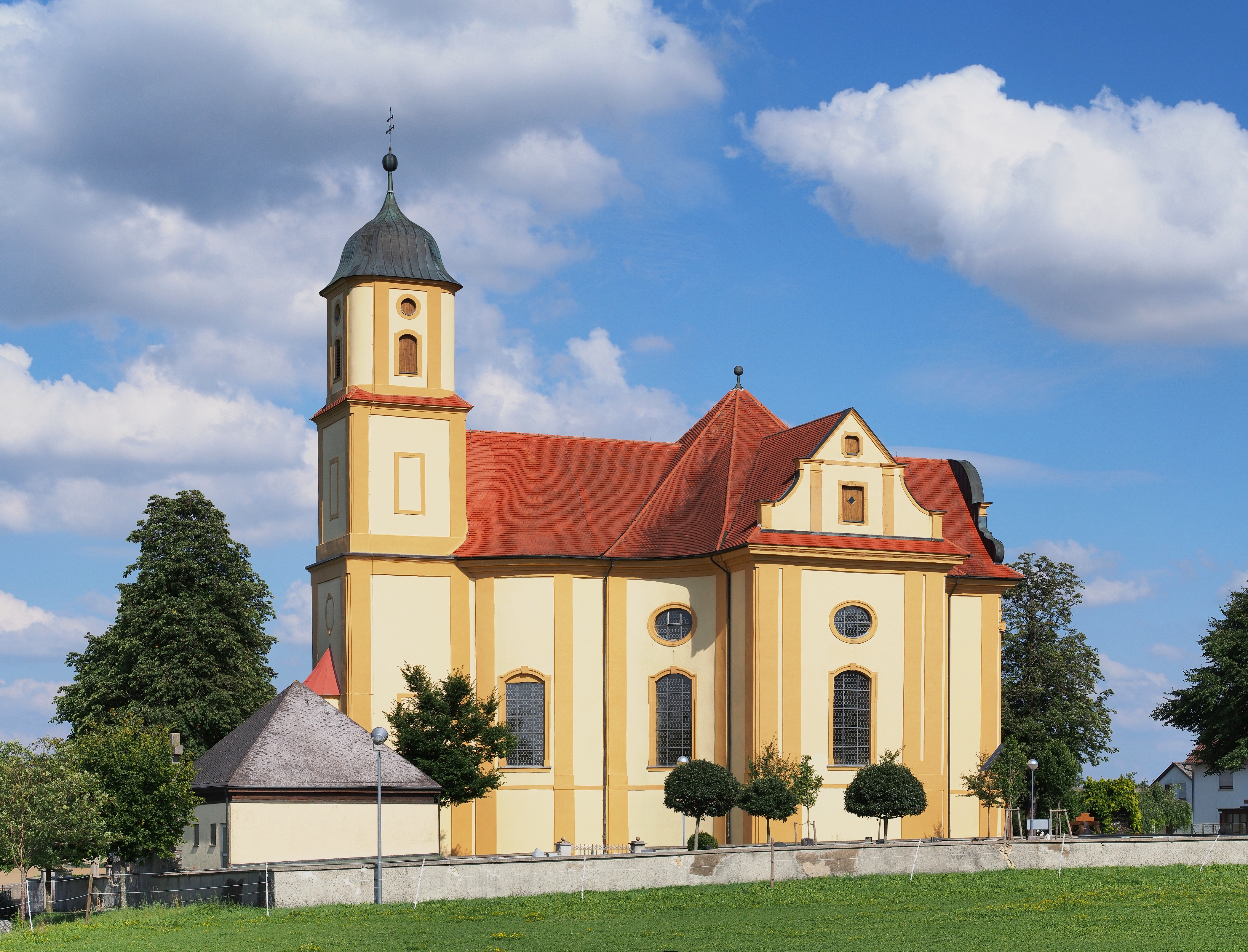
ツェービンゲンの聖マリエン巡礼教会

### 建築物
- ウンターシュナイトハイム城（現在[いつ?]は町役場）
- カトリックの教区教会聖ペーターおよびパウル教会、ウンターシュナイトハイム
- カトリックの教区教会聖ニコラウス教会、ガイスリンゲン
- カトリックの教区教会聖ニコラウス教会、ゼヒテンハウゼン
- カトリックの教区教会聖ボニファティウス教会、ヴェッシンゲン
- カトリックの教区教会聖マルティン教会、ツィップリンゲン[10]
- カトリックの教区教会聖マウリティウス教会、ツェービンゲン
- レオンハルツ礼拝堂、オーバーヴィルフィンゲン
- マリア＝ヒルフ礼拝堂、ウンターヴィルフィンゲン
- 聖マリエン巡礼教会（マリエン礼拝堂）ツェービンゲン[10]、この巡礼教会の聖具室ではアレマン人の木棺を見ることができる[11]。
- 福音主義教会、ヴァルクスハイム

### 記念碑
ツェービンゲンの墓地には、強制労働を生き延びたポーランド人が建立した記念碑が1945年から建っている。ここには「ヘッセンタール死の行進」で亡くなった42人の強制収容所の犠牲者が葬られている。1945年春にツェービンゲン近くの宿場でSS隊員によって殺害された人々である。彼らは、1968年にコッヘンドルフ強制収容所墓地に移された。

## 経済と社会資本
ウンターシュナイトハイムは、純粋なベッドタウンではない。この町には約700人分の職場があるが、1300人以上が町外で収入を得て生活している。

### 教育
ウンターシュナイトハイムには基礎課程学校と工業実科・実科学校がそれぞれ1校ある。ツィップリンゲンとツェービンゲンには基礎課程学校が1校ずつある。さらに、町内には合わせて4園の幼稚園がある。上級の学校は周辺都市へ進学する。